# Harricourt (Ardennes)
Pour les articles homonymes, voir Harricourt.
Harricourt est une commune française située dans le département des Ardennes, en région Grand Est.

## Géographie
| Autruche  | Saint-Pierremont |                 |
| Germont   | Harricourt       | Bar-lès-Buzancy |
| Briquenay | Thénorgues       | Buzancy         |

### Hydrographie
La commune est traversée par la ligne de partage des eaux entre  les bassins hydrographiques Rhin-Meuse et Seine-Normandie. Elle est drainée par la Bar et le ruisseau du Moulin,.
La Bar, d'une longueur de 62 km, prend sa source dans la commune  et se jette  dans la Meuse à Dom-le-Mesnil, après avoir traversé 20 communes.

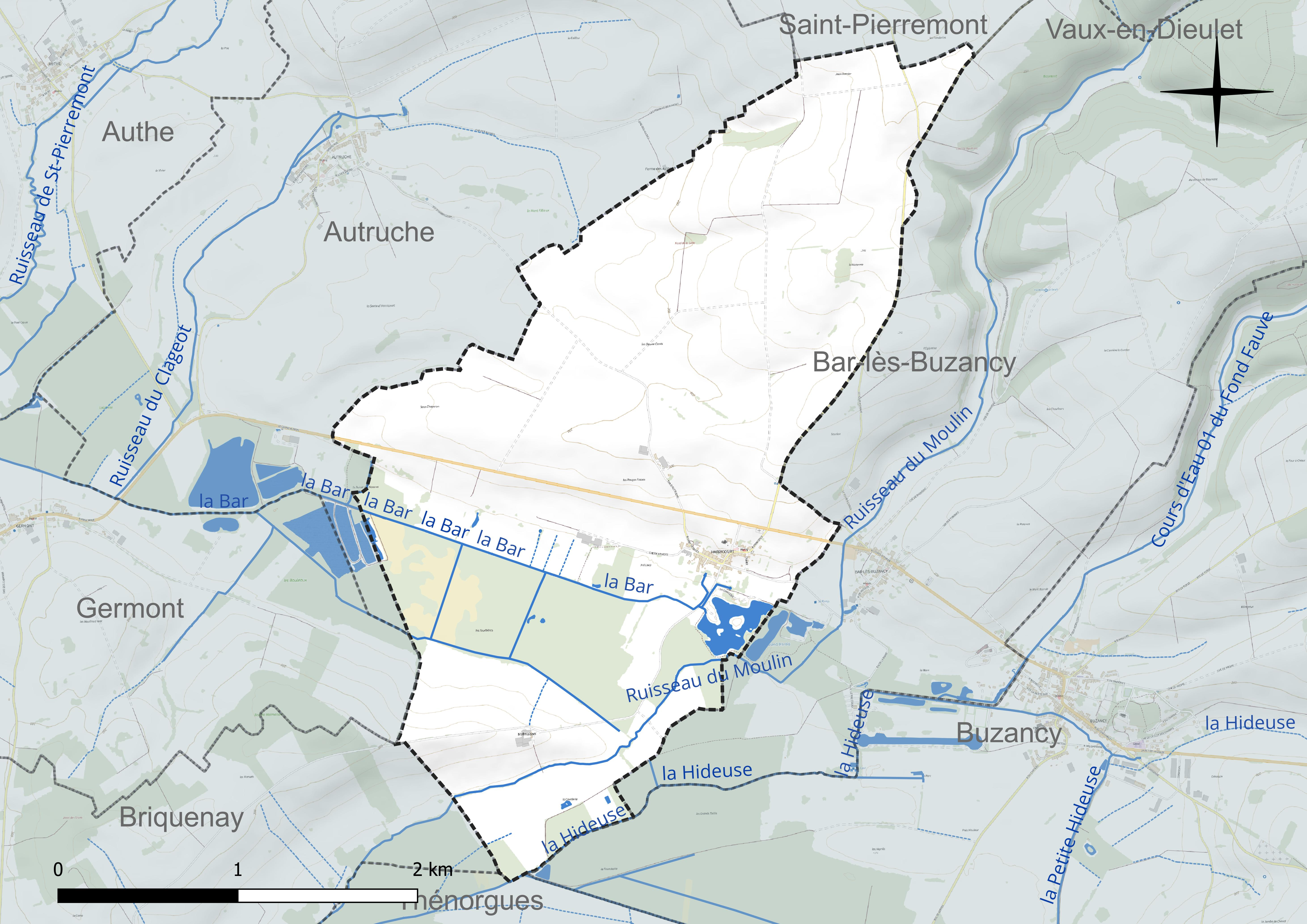
Réseau hydrographique de Harricourt.

### Climat
Pour des articles plus généraux, voir Climat du Grand Est et Climat des Ardennes.
En 2010, le climat de la commune est de type climat des marges montargnardes, selon une étude du Centre national de la recherche scientifique s'appuyant sur une série de données couvrant la période 1971-2000. En 2020, Météo-France publie une typologie des climats de la France métropolitaine dans laquelle la commune est exposée à un climat océanique altéré et est dans la région climatique Lorraine, plateau de Langres, Morvan, caractérisée par un hiver rude (1,5 °C), des vents modérés et des brouillards fréquents en automne et hiver.
Pour la période 1971-2000, la température annuelle moyenne est de 9,5 °C, avec une amplitude thermique annuelle de 15,6 °C. Le cumul annuel moyen de précipitations est de 905 mm, avec 13,4 jours de précipitations en janvier et 9,4 jours en juillet. Pour la période 1991-2020, la température moyenne annuelle observée sur la station météorologique de Météo-France la plus proche, « Buzancy_sapc », sur la commune de Buzancy à 2 km à vol d'oiseau, est de 10,9 °C et le cumul annuel moyen de précipitations est de 862,0 mm. 
La température maximale relevée sur cette station est de 40,7 °C, atteinte le 25 juillet 2019 ; la température minimale est de −15,8 °C, atteinte le 20 décembre 2009,,.
Les paramètres climatiques de la commune ont été estimés pour le milieu du siècle (2041-2070) selon différents scénarios d'émission de gaz à effet de serre à partir des nouvelles projections climatiques de référence DRIAS-2020. Ils sont consultables sur un site dédié publié par Météo-France en novembre 2022.

## Urbanisme

### Typologie
Au 1er janvier 2024, Harricourt est catégorisée commune rurale à habitat très dispersé, selon la nouvelle grille communale de densité à 7 niveaux définie par l'Insee en 2022.
Elle est située hors unité urbaine. Par ailleurs la commune fait partie de l'aire d'attraction de Vouziers, dont elle est une commune de la couronne,. Cette aire, qui regroupe 45 communes, est catégorisée dans les aires de moins de 50 000 habitants,.

### Occupation des sols
L'occupation des sols de la commune, telle qu'elle ressort de la base de données européenne d’occupation biophysique des sols Corine Land Cover (CLC), est marquée par l'importance des territoires agricoles (85,9 % en 2018), une proportion sensiblement équivalente à celle de 1990 (86,4 %). La répartition détaillée en 2018 est la suivante : 
terres arables (49,6 %), prairies (33,1 %), zones humides intérieures (10,6 %), zones agricoles hétérogènes (3,1 %), forêts (2,9 %), eaux continentales (0,6 %). L'évolution de l’occupation des sols de la commune et de ses infrastructures peut être observée sur les différentes représentations cartographiques du territoire : la carte de Cassini (XVIIIe siècle), la carte d'état-major (1820-1866) et les cartes ou photos aériennes de l'IGN pour la période actuelle (1950 à aujourd'hui).

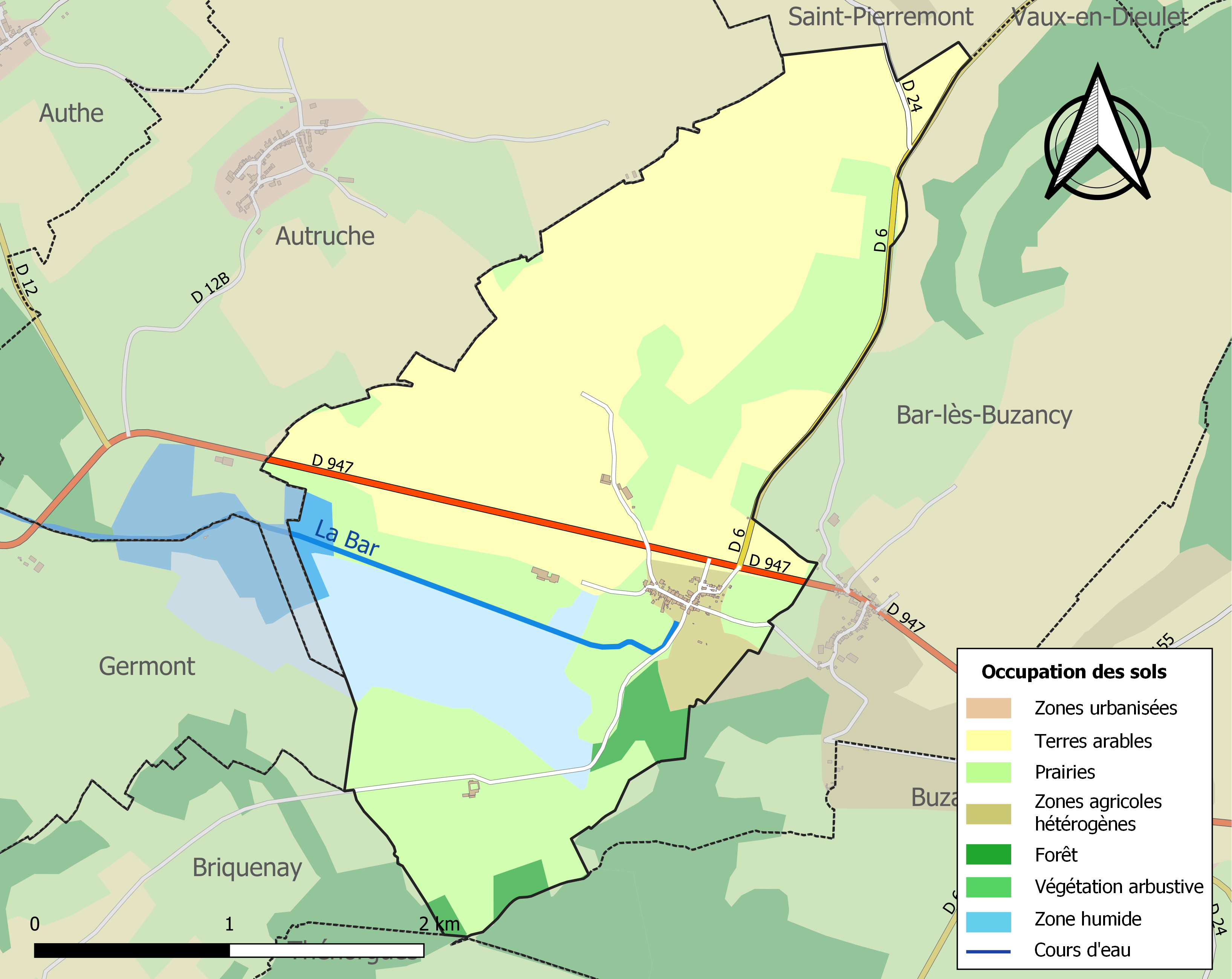
Carte des infrastructures et de l'occupation des sols de la commune en 2018 (CLC).

## Histoire
En 1828, sous la « persuasion » préfectorale, les deux communes de Bar (aujourd'hui Bar-lès-Buzancy) et de Harricourt fusionnèrent pour former la commune de Bar-et-Harricourt. Elle fut démembrée en chacune de ses parties initiales en 1871.

## Politique et administration
| Période                                  | Période                   | Identité                                  | Étiquette | Qualité            |
| ---------------------------------------- | ------------------------- | ----------------------------------------- | --------- | ------------------ |
| mars 2001                                | mars 2008                 | Gérard Mouton                             |           |                    |
| mars 2008                                | En cours (au 25 mai 2020) | Joël Carré Réélu pour le mandat 2020-2026 |           | Ancien agriculteur |
| Les données manquantes sont à compléter. |                           |                                           |           |                    |

## Démographie
L'évolution du nombre d'habitants est connue à travers les recensements de la population effectués dans la commune depuis 1793. Pour les communes de moins de 10 000 habitants, une enquête de recensement portant sur toute la population est réalisée tous les cinq ans, les populations de référence des années intermédiaires étant quant à elles estimées par interpolation ou extrapolation. Pour la commune, le premier recensement exhaustif entrant dans le cadre du nouveau dispositif a été réalisé en 2007.

En 2022, la commune comptait 45 habitants, en évolution de +18,42 % par rapport à 2016 (Ardennes : −2,97 %, France hors Mayotte : +2,11 %).
| 1793 | 1800 | 1806 | 1821 | 1872 | 1876 | 1881 | 1886 | 1891 |
| ---- | ---- | ---- | ---- | ---- | ---- | ---- | ---- | ---- |
| 187  | 223  | 220  | 211  | 201  | 216  | 201  | 206  | 202  |

| 1896 | 1901 | 1906 | 1911 | 1921 | 1926 | 1931 | 1936 | 1946 |
| ---- | ---- | ---- | ---- | ---- | ---- | ---- | ---- | ---- |
| 180  | 176  | 184  | 169  | 123  | 131  | 124  | 116  | 116  |

| 1954 | 1962 | 1968 | 1975 | 1982 | 1990 | 1999 | 2006 | 2007 |
| ---- | ---- | ---- | ---- | ---- | ---- | ---- | ---- | ---- |
| 98   | 100  | 80   | 70   | 74   | 71   | 60   | 53   | 52   |

| 2012 | 2017 | 2022 | - | - | - | - | - | - |
| ---- | ---- | ---- | - | - | - | - | - | - |
| 39   | 40   | 45   | - | - | - | - | - | - |

## Culture locale et patrimoine

### Lieux et monuments
- L'église Saint-Georges d'Harricourt
- La source de la Bar et l'ancienne sablière
- La Chambrerie, maison forte du XIIIe siècle, remarquable à l'entrée du village avec sa tour utilisée comme pigeonnier
- La Montgonière (qui tire son nom de la famille Regnault de Montgon), gentilhommière
- La Malmaison, château-ferme, sur la route de Briquenay

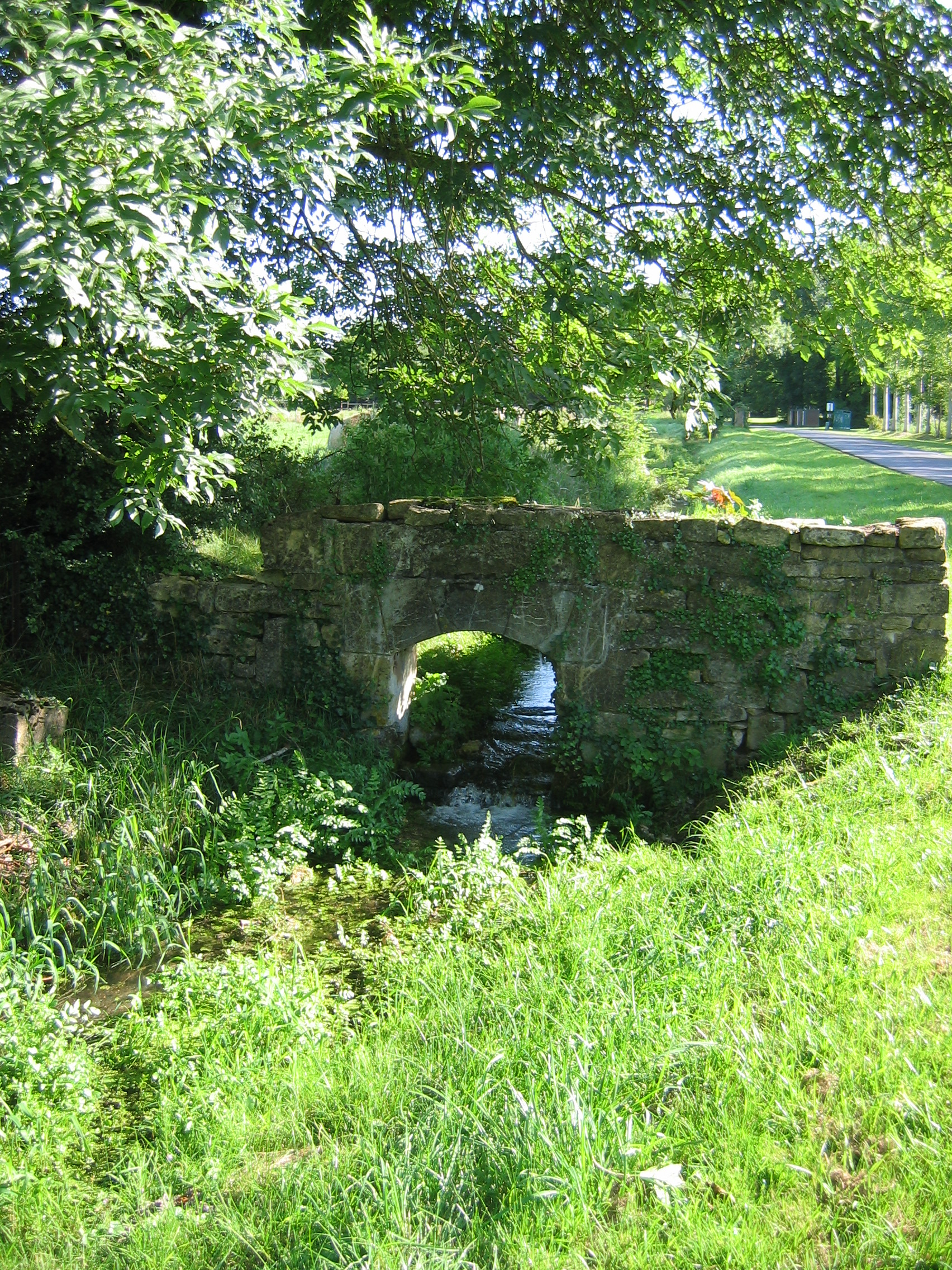
Sablière.
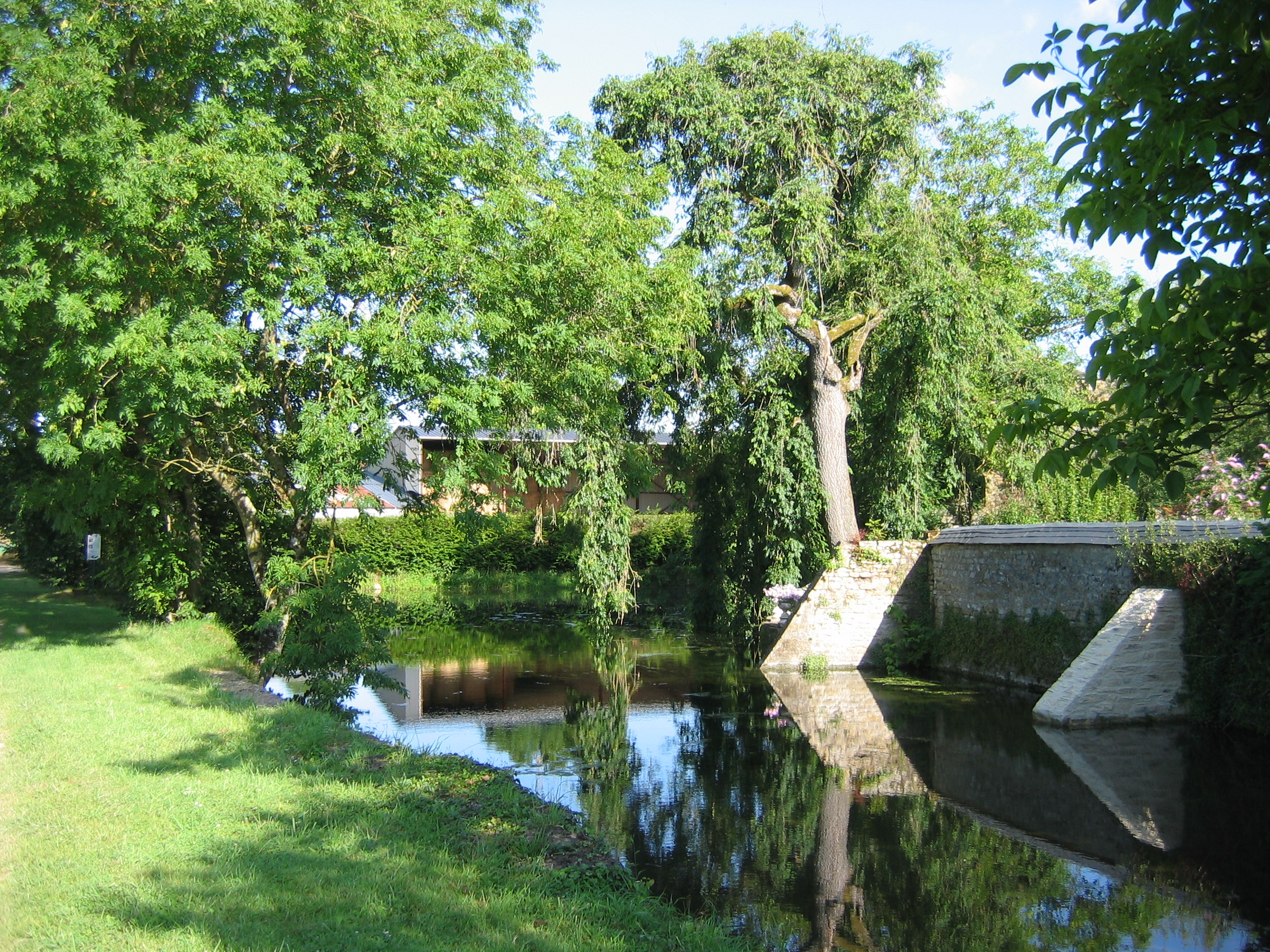
Source de la Bar.
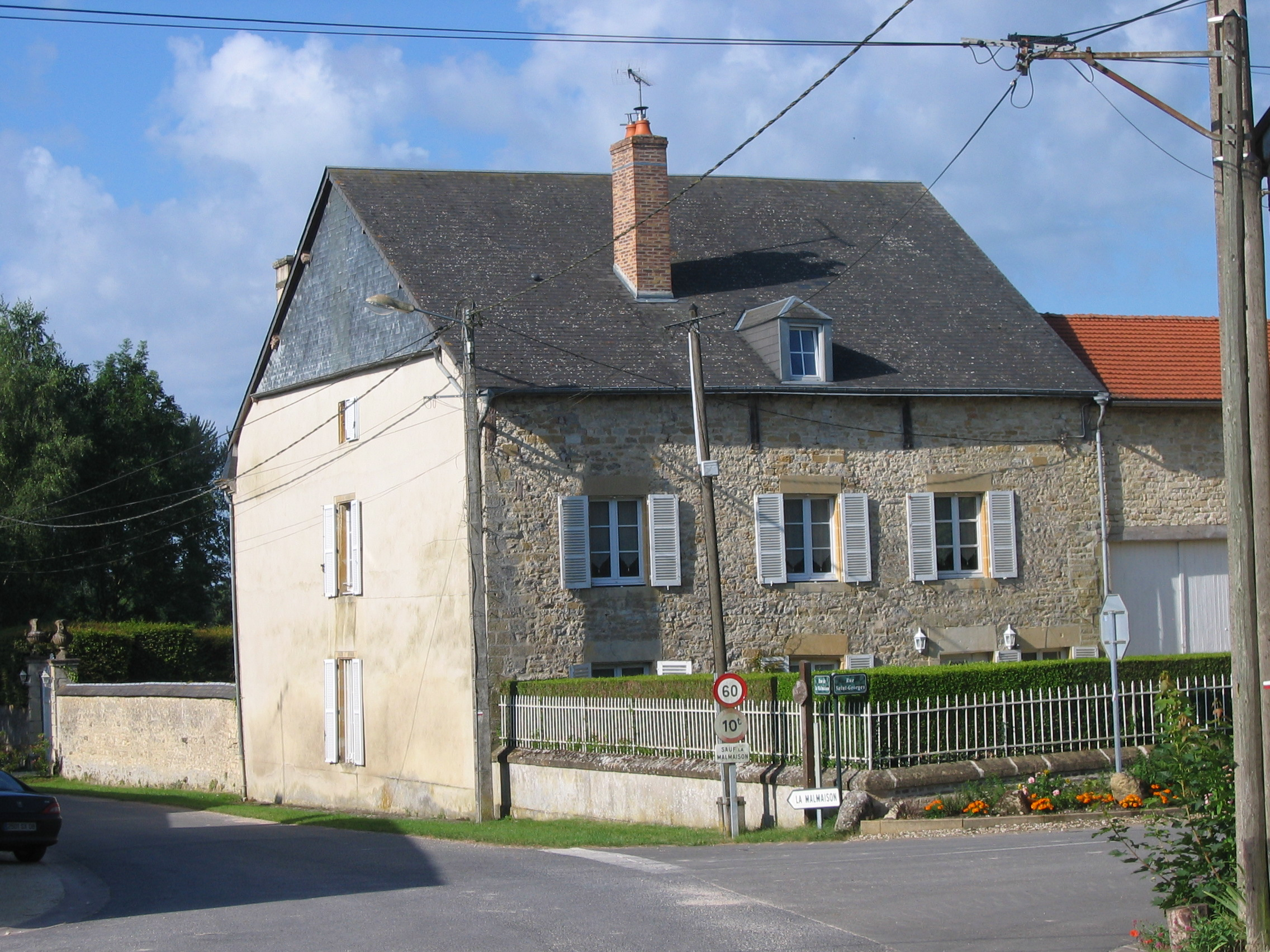
La Montgonière, gentilhommière.
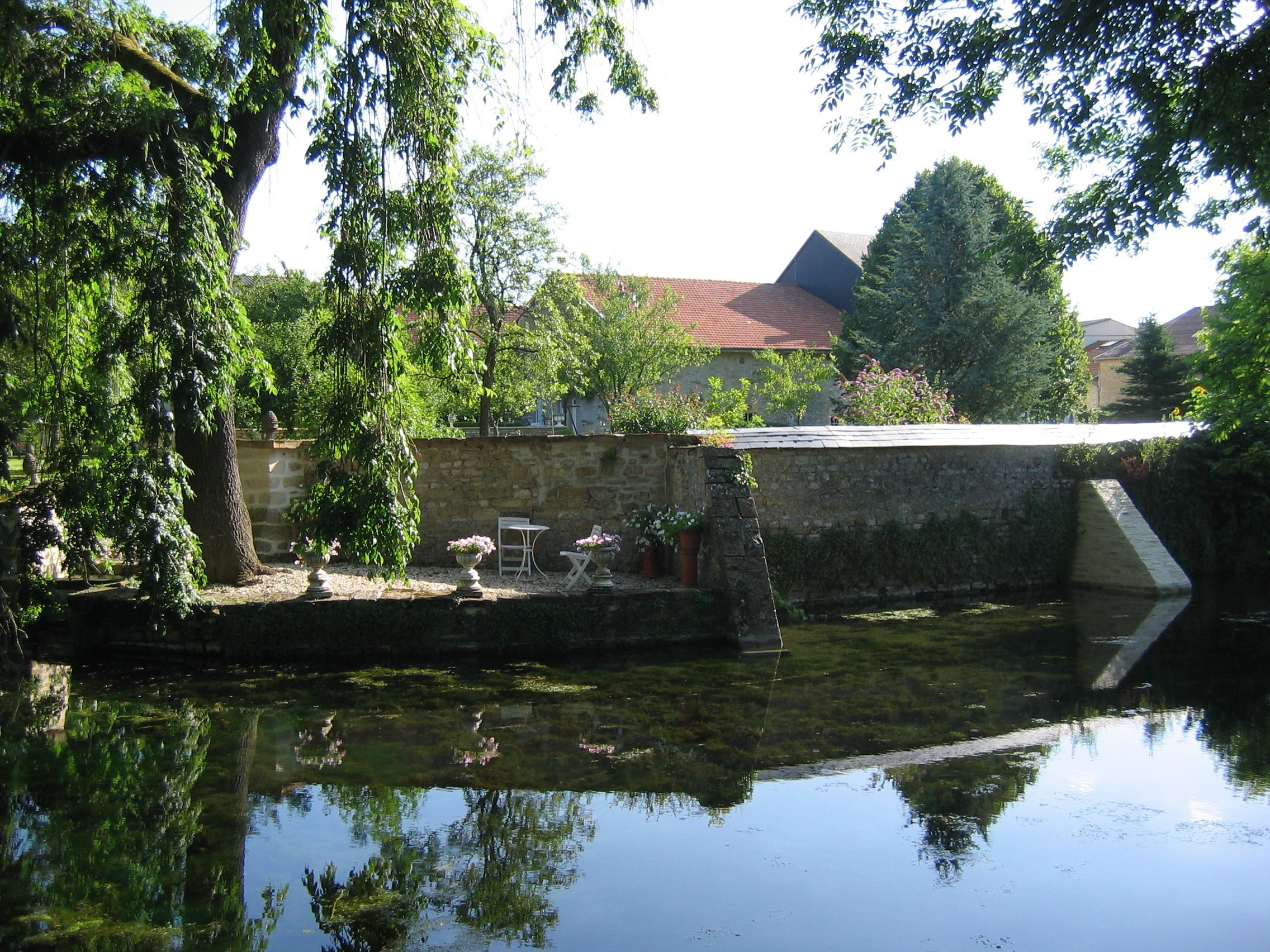
La Bar à la sortie du village.

### Héraldique
| Blason de Harricourt | Blason  | D'azur à la bande d'argent chargée d'une tête de griffon arrachée de gueules posée à plomb et accompagnée de deux besants d'argent. |
| Blason de Harricourt | Détails | Le statut officiel du blason reste à déterminer.                                                                                    |